# Krasnowiszersk
Krasnowiszersk – miasto w północno-wschodniej części Kraju Permskiego, w Rosji, siedziba administracyjna rejonu krasnowiszerskiego.
Postanowieniem Rządu Federacji Rosyjskiej nr 1398 z 29 lipca 2014 roku „O zatwierdzeniu wykazu monomiast” (miast, w których większa lub znacząca część mieszkańców pracuje w jednym zakładzie pracy) miejscowość Krasnowiszersk została zaliczona do kategorii „Monofunkcyjnych miejscowości Federacji Rosyjskiej z najbardziej złożonym położeniem socjalno-ekonomicznym”.
.

## Położenie
Miasto leży w zachodniej części rejonu, na lewym brzegu Wiszery. Odległość od Permu wynosi 300 km. Powierzchnia – 68,7 km².

## Historia
Krasnowiszersk, najdalej na północ położone miasto Kraju Permskiego, powstał na miejscu wioski Wiżaicha, w której w latach 1894–1897 rosyjsko-francuska spółka akcyjna wybudowała zakład metalurgiczny.
Krasnowiszersk powstał w 1930 roku w związku z budową Kombinatu Celulozowo–Papierniczego, która była prowadzona głównie siłami więźniów. Od 1926 roku znajdował się tu 4 oddział Sołowieckiego Obozu Specjalnego Przeznaczenia, a od 1929 samodzielny zarząd Obozów Wyszerskich. 2 lipca 1942 roku osada została przekształcona w miasto Krasnowiszersk.
W latach 1928–1934 w mieście znajdował się obóz „Wiszerałag”. Tysiące niewinnie skazanych ofiar stalinowskich represji budowało Kombinat Celulozowo-Papierniczy i pracowały w lesie. Więźniem tego obozu był rosyjski pisarz Warłam Szałamow, autor antypowieści Wiszera i Opowiadań kołymskich. 21 czerwca 2007 roku w Krasnowiszersku został odsłonięty pomnik Warłama Szałamowa, który w latach 30. XX wieku odbywał tu pierwszą część swojej kary.

## Klimat
- średnioroczna temperatura powietrza – -0,3 °C
- względna wilgotność powietrza – 74,9%
- średnia prędkość wiatru – 3,2 m/s

| Miesiąc                  | Sty   | Lut | Mar  | Kwi  | Maj | Czer | Lip  | Sie  | Wrz | Paź  | Lis   | Gru   | Rocznie |
| ------------------------ | ----- | --- | ---- | ---- | --- | ---- | ---- | ---- | --- | ---- | ----- | ----- | ------- |
| Średnia temperatura [°C] | -15,6 | -14 | -7,4 | -0,7 | 7,6 | 14,5 | 17,1 | 12,8 | 6,9 | -0,5 | -10,3 | -14,6 | -0,3    |

## Zasoby naturalne
3 km powyżej Krasnowiszerska znajduje się złoże gliny „Niczkowskoje”, nadające się do produkcji cegieł typu 150. Do zaopatrzenia miasta w wodę pitną i gospodarczą wykorzystuje się dokładnie przebadany obszar „Rodnikowyj”, położony 6 km na północ od Krasnowiszerska. Stopień zaopatrzenia w energię ocenia się jako korzystny dla prowadzenia dowolnej działalności gospodarczej.

## Demografia
| Ludność Krasnowiszerska | Ludność Krasnowiszerska | Ludność Krasnowiszerska | Ludność Krasnowiszerska | Ludność Krasnowiszerska | Ludność Krasnowiszerska | Ludność Krasnowiszerska | Ludność Krasnowiszerska | Ludność Krasnowiszerska | Ludność Krasnowiszerska | Ludność Krasnowiszerska | Ludność Krasnowiszerska | Ludność Krasnowiszerska | Ludność Krasnowiszerska | Ludność Krasnowiszerska | Ludność Krasnowiszerska | Ludność Krasnowiszerska | Ludność Krasnowiszerska |
| Rok                     | Ludność                 | Rok                     | Ludność                 | Rok                     | Ludność                 | Rok                     | Ludność                 | Rok                     | Ludność                 | Rok                     | Ludność                 | Rok                     | Ludność                 | Rok                     | Ludność                 | Rok                     | Ludność                 |
| ----------------------- | ----------------------- | ----------------------- | ----------------------- | ----------------------- | ----------------------- | ----------------------- | ----------------------- | ----------------------- | ----------------------- | ----------------------- | ----------------------- | ----------------------- | ----------------------- | ----------------------- | ----------------------- | ----------------------- | ----------------------- |
| 1959                    | 15 207                  | 1967                    | 16 000                  | 1970                    | 14 944                  | 1979                    | 15 917                  | 1989                    | 18 700                  | 1992                    | 19 200                  | 1996                    | 19 400                  | 1998                    | 19 400                  | 2000                    | 19 400                  |
| 2001                    | 19 300                  | 2002                    | 18 260                  | 2003                    | 18 300                  | 2005                    | 17 800                  | 2006                    | 17 700                  | 2007                    | 17 500                  | 2008                    | 17 400                  | 2009                    | 17 320                  | 2010                    | 16 099                  |
| 2011                    | 16 100                  | 2012                    | 16 111                  | 2013                    | 16 127                  | 2014                    | 15 917                  | 2015                    | 15 733                  | 2016                    | 15 644                  | 2017                    | 15 587                  |                         |                         |                         |                         |

Obecna sytuacja demograficzna miasta charakteryzuje się zmniejszoną liczbą urodzeń, przejściem od reprodukcji rozszerzonej do prostej, postępującym się starzeniem populacji miasta i wzrostem śmiertelności, spowodowanej napięciami socjalnymi i alkoholizmem. Upadek przemysłu i związany z tym brak miejsc pracy zmusza młode pokolenie do opuszczenia rodzinnego miasta. 
Wiekowa struktura ludności:
0–15 lat – 27,6%, wiek emerytalny – 13,9%, wiek produkcyjny – 58,5%. Średni wiek ludności wynosi 33,4 lat. Średnioroczna ilość pracowników produkcyjnych i administracyjnych w przemyśle wynosi 3017 osób, z tego ponad 40% było zatrudnionych w gospodarce leśnej.

### Skład narodowościowy
W składzie narodowościowym największy udział mają Rosjanie, a oprócz tego Ukraińcy, Białorusini, Komi-Permiacy i Udmurci.

## Gospodarka
W mieście działają przedsiębiorstwa przemysłu leśnego i drzewnego oraz metalurgii metali kolorowych. W przeszłości najważniejszą firmą w sektorze leśnym była spółka „Wiszerabumprom”, która obecnie ogłosiła bankructwo i została zamknięta. Będąc największą firmą w mieście, produkowała do 2006 roku wysokojakościowy papier, tarcicę i płyty wiórowe.
Kopalnia „Urałmaz” prowadziła wydobycie wysokojakościowych diamentów ze złóż osadowych w Wyszerskim i Kojwo-Wiżajskim rejonie diamentonośnym. Na początku stycznia 2014 roku firma ogłosiła bankructwo.
W mieście znajduje się dyrekcja Rezerwatu przyrody „Wiszerskij”.

## Atrakcje turystyczne
- Góry i formacje skalne w okolicy miasta:[10]
  - Pomianiennyj Kamień
  - Wietłan
  - Poludow Kamień
  - Goworliwyj
  - Pisanyj Kamień
- Zabytki i architektura
  - Kompleks poświęcony mieszkańcom Krasnowiszerska poległym w czasie wojny